# Erioptera genualis
Erioptera genualis är en tvåvingeart som beskrevs av Edwards 1934. Erioptera genualis ingår i släktet Erioptera och familjen småharkrankar.
Artens utbredningsområde är São Tomé. Inga underarter finns listade i Catalogue of Life.